# 쿠푸
쿠푸(Khufu, 재위: 기원전 2589년 ~ 기원전 2566년)는 이집트 제4왕조의 파라오다. 세계 7대 불가사의 중 유일하게 남아 있는 기자의 대피라미드를 건설했지만 정작 이런 거대한 유물을 남긴 쿠푸 자신의 유물로는 7.6cm의 작은 조각상 하나만 전해져 내려온다.
이름의 뜻은 "크눔으로부터 보호받다"이며, 그리스어로는 Χέωψ, 케오프스라고도 한다. 마네토의 연대기에는 수피스 1세로 되어있다.

## 치세
쿠푸는 선왕인 스네프루와 마찬가지로 시나이반도 원정에 나섰다. 와디 마가라의 유적에는 쿠푸의 군대가 주둔하였다고 한다.
또한 남쪽 아스완에 있는 엘레판티네섬에도 쿠푸 왕의 흔적을 보여주는 비석이 남아 있다.

## 대피라미드
기자에는 세계 7대 불가사의 중 하나인 대피라미드가 서 있는데, 이는 쿠푸의 작품이라는 게 학계의 정설이다. 높이가 137.5m에 달해(건설 당시에는 146.6m) 지금까지 4천년 이상 세계에서 가장 높은 인공 건조물이었다.
쿠푸의 피라미드는 기자에 처음으로 위치한 피라미드이다. 그 이전의 파라오들은 다슈르와 사카라 등지에 피라미드를 조성했다. 쿠푸 이후 기자에 거대한 피라미드 단지가 조성된다.

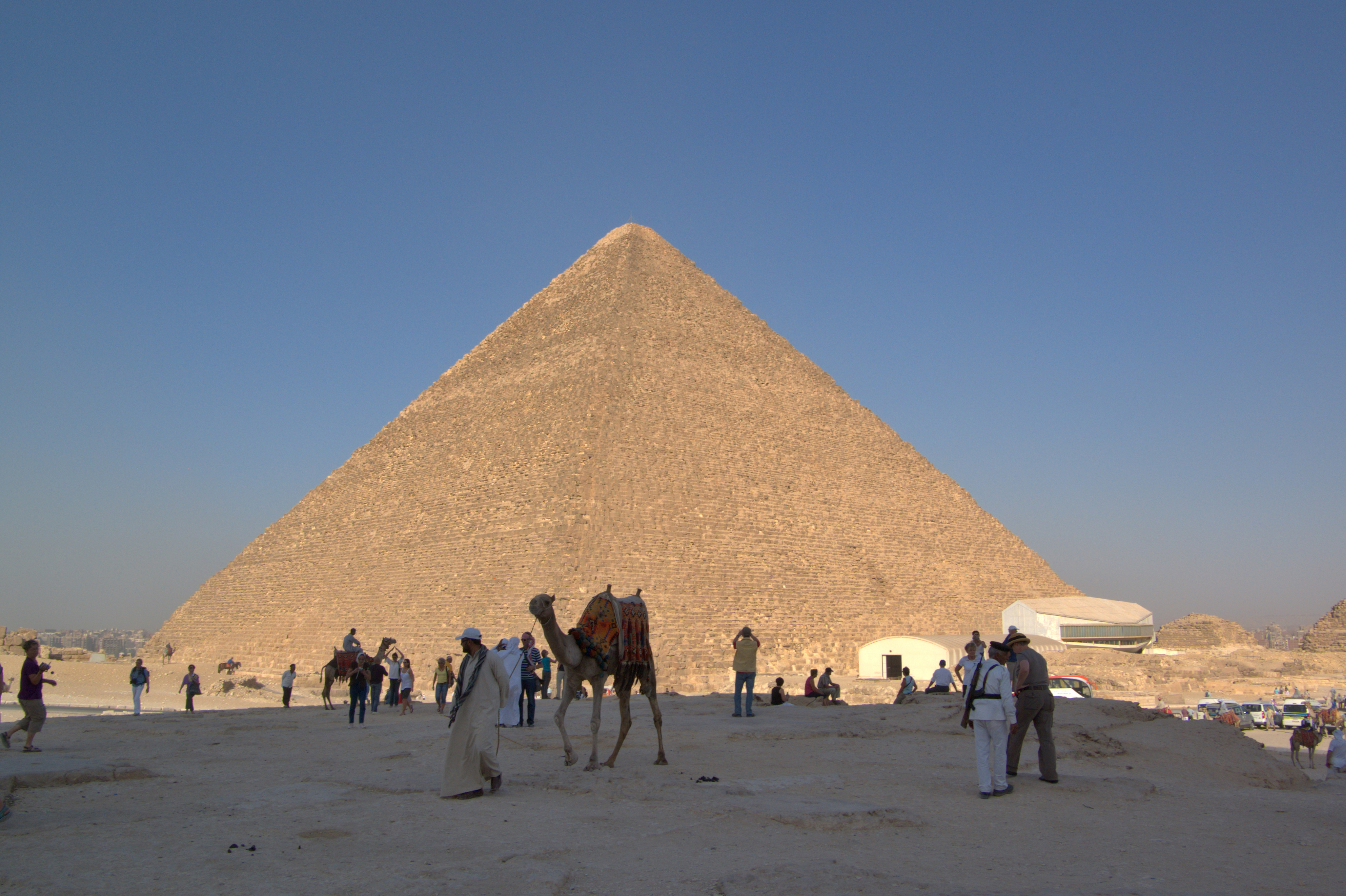
대피라미드

대피라미드의 공사를 담당한 것은 건축가이자 쿠푸의 사촌인 헤몬이었다. 헤몬의 무덤도 대피라미드 근처에서 발견되었다. 헤로도토스에 따르면, 건설기간은 20년이 걸렸다고 한다.
현대 기술로도 이 대피라미드의 건축방법을 정확히 알지 못한다. 경사로를 이용해 지었다는 가설이 있으나 현실성이 떨어지며, 헤로도토스가 설명한 것처럼 특별한 장치를 이용하여 네 면에서 동시에 블록을 쌓아 올리는 방식이 그나마 제일 신빙성이 있다.
쿠푸 파라오의 석관은 거대한 회랑을 따라 올라가면 피라미드의 핵심에 있는 방에 있다. 이 석관은 거대한 한 개의 화강암을 깎아 만든 것이다.
이미 선왕 스네프루의 시절에 한꺼번에 세 개의 피라미드를 만들 정도로 갖춰진 왕국의 강력한 경제력, 이집트 제 3왕조부터 이어진 평화, 이집트 북부와 남부에 걸친 쿠푸 왕의 활동, 수십만 이집트인들의 노력이 이러한 거대한 유적을 완성해 내었다. 이러한 이유로 쿠푸왕의 피라미드가 성립된 시기를 이집트 역사상 가장 평화로운 시기라고도 한다.

### 대피라미드에 얽힌 전설

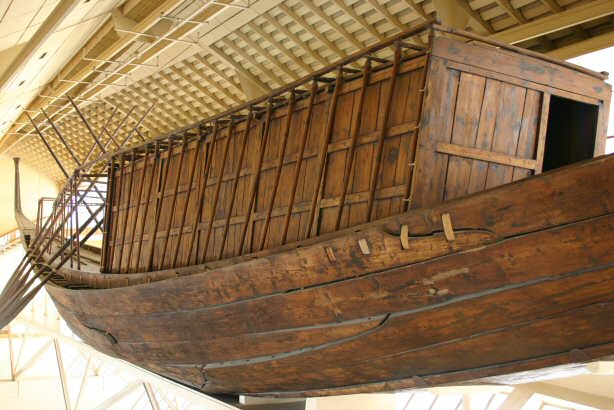
발굴 된 나무 배

대피라미드의 규모가 워낙 거대하기에 이에 관한 전설도 전해져 내려온다. 대피라미드의 공사가 계속되자 쿠푸는 더 많은 자금을 모으기 위해 자신의 딸 한 명(누구인지는 알려지지 않음)에게 성매매를 하도록 하여 그 돈을 피라미드 공사비에 보탰다고 한다. 이때 이 공주는 화대 이외에 손님들에게 돌 한토막씩을 더 낼 것을 요구했고, 이것을 모아 자기 자신의 피라미드도 만들었다고 한다.

### 대피라미드 근처의 유적들
피라미드 근처에는 여러 가지 추가적인 유적들이 발굴되었다. 동쪽 통로 근처에는 쿠푸의 어머니인 헤테프-헤레스 1세의 무덤이 발견되었고, 그 외에 왕비들의 피라미드 세 기가 발견되었다. 1954년에는 남쪽 면 근처에서 수천년 세월을 견딘 나무로 된 온전한 배 한척이 발견되었다.

## 기타 유적
대피라미드의 남쪽 면에서 발견된 배는 나무로 만들어진 것으로, 길이가 43m에 달했다. 30.8m의 구멍 안에 들어있던 것이 발굴되었는데, 옆에서도 유사한 배가 한 척 더(두 번째 배는 온전하지는 못하다) 발견되었다. 수천년의 시간을 지나면서도 배는 온전한 모습을 유지하여 사람들을 놀라게 하였고, 오랜 복원작업 끝에 1982년부터는 발견장소 바로 위에 세운 박물관에 전시하고 있다. 하지만 어떻게 수천년 세월동안 나무로 만들어진 배가 온전하게 남아있을 수 있는지, 이후에는 어떻게 보관할 것인지에 대해서 아직까지 명확한 해답은 없다.

## 가족관계

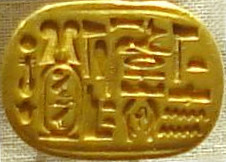
쿠푸의 이름이 찍혀진 장식품

- 부모 : 스네프루, 헤테프-헤레스 1세

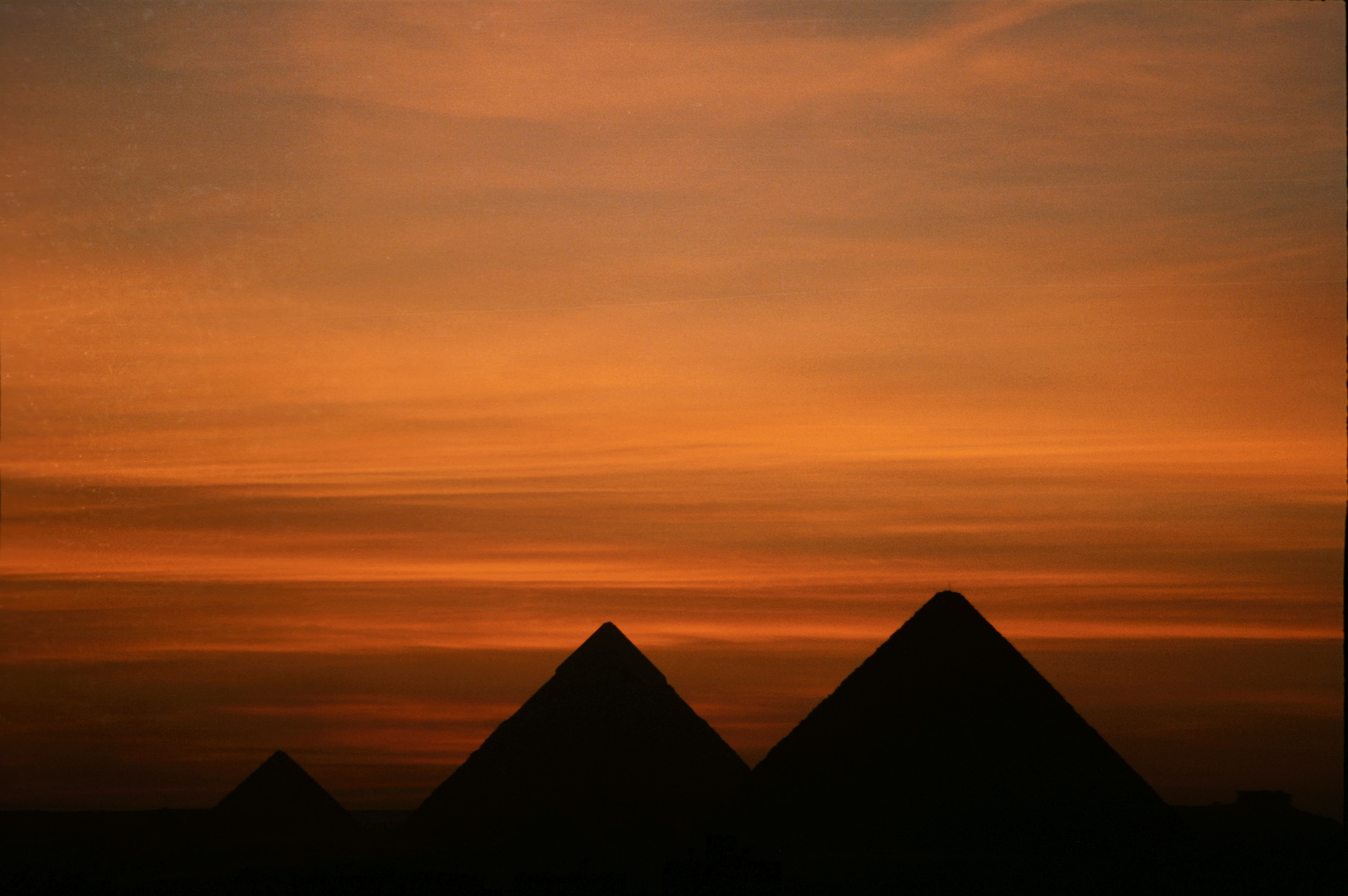
해가 질 때의 피라미드
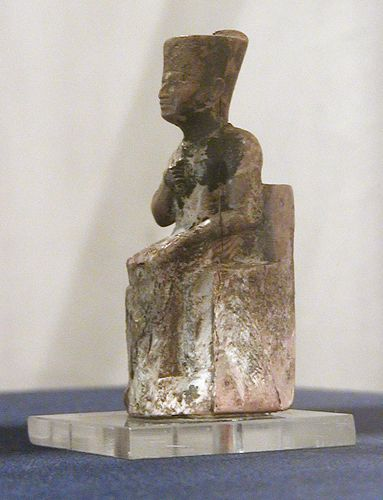
쿠푸의 또 다른 석상
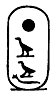
쿠푸의 상형문자

- 생모를 알 수 없는 왕자들
  - 왕자 제데프레 (제3대 파라오)
  - 왕자 바네프레
  - 공주 카메레르네브티 1세
- 왕비 헤누첸
  - 왕자 카프레 (제4대 파라오)
  - 왕자 쿠푸카에프
- 왕비 메리타테스
  - 왕자 카와브
  - 왕자 제데프호르
  - 공주 메레산크 2세
  - 공주 헤테프-헤레스 2세

- 해가 질 때의 피라미드
- 쿠푸의 또 다른 석상
- 쿠푸의 상형문자

## 참고 문헌
- 피터 클레이턴(Peter Clayton) 저, 정영목 역, 《파라오의 역사》, 까치, 2004